# Antonín Panenka
Antonín Panenka, né le 2 décembre 1948 à Prague, est un footballeur international tchécoslovaque (aujourd'hui tchèque) et inventeur de la Panenka.
Il doit sa notoriété à une façon particulière de tirer certains penaltys, un style auquel il donne son nom, la « panenka ». C'est de cette manière qu'il offre la victoire à la Tchécoslovaquie lors de la séance de tirs au but concluant la finale du Championnat d'Europe 1976 face à l'Allemagne de l'Ouest.

## Biographie

### Formation et carrière aux Bohemians
Antonín Panenka entre à l'âge de onze ans aux Bohemians Prague. Panenka est un footballeur modèle et discret, au service de son équipe et du Parti communiste dont il est un membre reconnu.
Après son geste en finale du Championnat d'Europe des Nations 1976, Antonin Panenka devient le plus réputé des joueurs de l’Est, supplantant ses coéquipiers.
Avec ce club, il est élu meilleur joueur du championnat tchécoslovaque en 1980. Après 13 ans de carrière aux Bohemians de Prague, il quitte le club en mars 1981. À 32 ans, il est alors auréolé de sa cinquantième sélection depuis novembre 1980.

### Départ pour le Rapid Vienne (1981-1985)
Après avoir effectué l’essentiel de sa carrière aux Bohemians de Prague, Antonín Panenka est autorisé à monnayer son talent dans un club occidental. En mars 1981, il se contente de parcourir les 250 kilomètres qui séparent Prague de Vienne pour signer au Rapid. Il y évolue durant quatre ans, remportant deux titres de champion d’Autriche, trois Coupes, et inscrivant un ultime but en finale de la Coupe des vainqueurs de coupe, perdue contre Everton en 1985,,.

### Fin de carrière en Autriche (1985-1989)
À l'été 1985, Antonín Panenka quitte le Rapid Vienne pour un autre club autrichien, le VSE St. Pölten de 1985 à 1987. Il y reste deux saisons puis part au Slovan Vienna où il termine sa carrière après deux nouveaux exercices, en 1989.
Il est alors courtisé comme ambassadeur du bloc de l’Est dans la capitale autrichienne, encore au cœur de la Guerre froide.

### En équipe nationale (1973-1982)
Panenka représente l’ancienne équipe de Tchécoslovaquie pour la première fois contre l’Écosse, le 29 septembre 1973, pour un match des tours préliminaires à la Coupe du monde 1974 (défaite 2-1). Il marque son premier but international contre la France le 27 avril 1974 lors d'un match amical. Champion d'Europe 1976, il figure aussi dans la sélection nationale troisième à l’Euro 1980.
Il connaît sa dernière sélection contre la France lors de la phase de groupe du Mondial 1982 (1-1). Au cours de 59 rencontres jouées avec la sélection nationale, Panenka remporte 27 matchs pour 19 matchs nuls et 13 défaites. Il marque aussi 17 buts dont un triplé lors de sa dixième sélection pour le compte des éliminatoires pour l'Euro 1976 contre Chypre (victoire 4-0).

### Reconversion

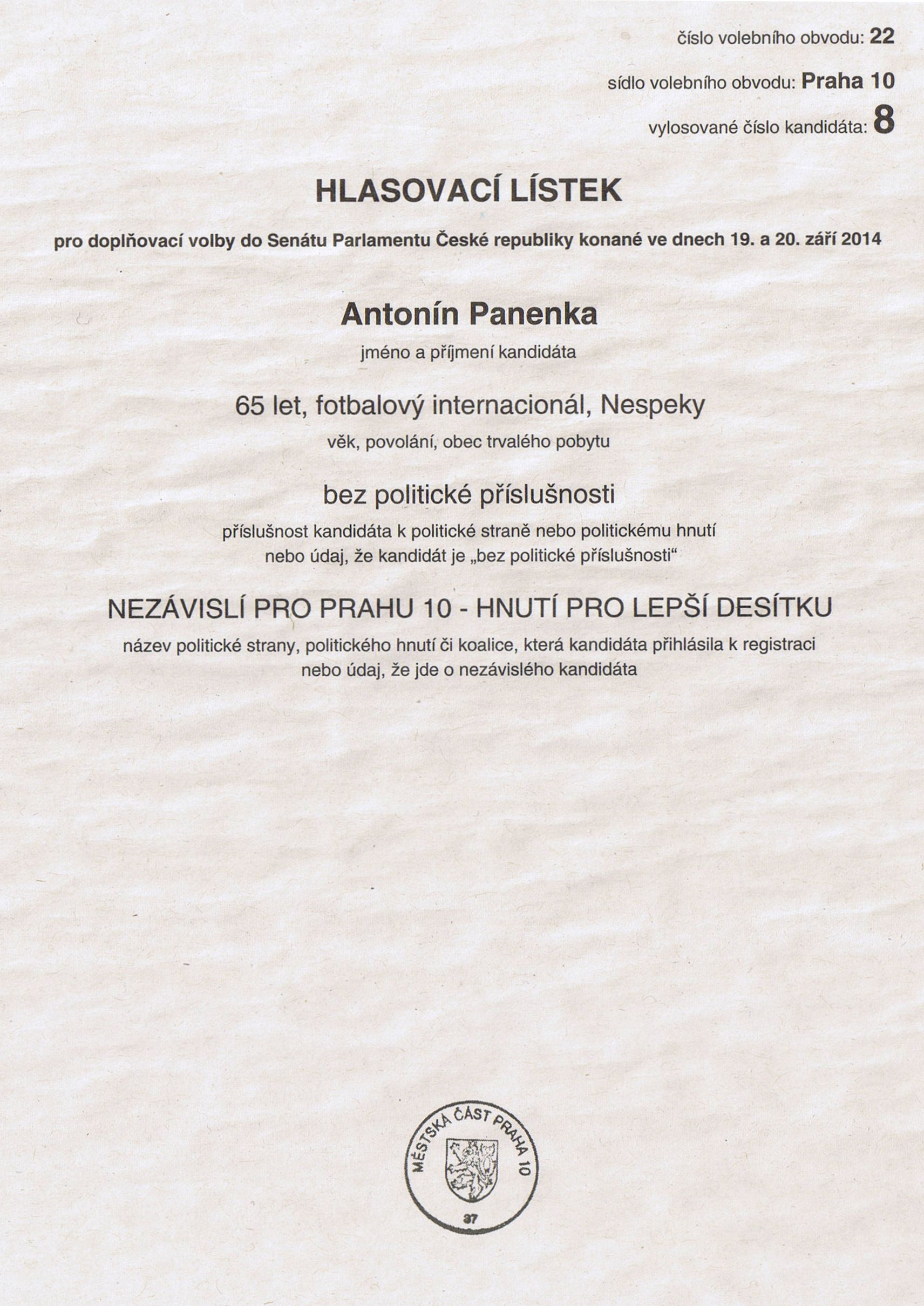
Bulletin officiel d'entrée au Sénat d'Antonín Panenka.

Aujourd'hui, Antonín Panenka est le président des Bohemians Prague.
En juillet 2014, Antonín Panenka est pressenti pour être candidat lors des élections sénatoriales tchèques prévues à l'automne. Le président du club des Bohemians Prague serait alors candidat à la succession de Jaromír Štětina et donc probable prochain chef de la formation des « Indépendants pour Prague 10 ».

## Style de jeu

### Sur le terrain
Fragile à première vue, Panenka est pourtant un leader. Il s'impose sur le terrain grâce à son excellente technique et à son aptitude à diriger la manœuvre. De plus, il est un redoutable tireur de coups francs.

### Inventeur d'un geste
Antonín Panenka invente sa manière de tirer au but sur le stade Ďolíček des Bohemians, avec le gardien Zdeněk Hruška. Après chaque séance d'entraînement, Antonín Panenka a l'habitude de tirer quelques penalties avec le gardien - ils jouent pour une tablette de chocolat ou pour une bière. Hruška étant un très bon gardien, Panenka réfléchit à de nouvelles façons de le battre. Il lui vient alors l'idée de retarder sa frappe et de simplement soulever le ballon. Se disant qu'un gardien qui plonge d'un côté n'a pas le temps de changer de trajectoire. Il commence à l'entraînement, puis il le refait en match amical, dans les championnats mineurs, et il perfectionne sa technique jusqu'à l'utiliser en match officiel. Le milieu de terrain des Bohemians Prague marque quelques penalties de cette façon dans le championnat tchécoslovaque, mais son geste ne franchit pas les frontières hermétiques de son pays.
Lors de la finale du Championnat d'Europe 1976 entre la Tchécoslovaquie et la RFA, les Tchécoslovaques mènent de deux buts, mais les Allemands parviennent à égaliser, avec un but à la toute dernière minute. Il faut en passer par la séance de tirs au but. Après le quatrième tir de la RFA expédié au-dessus de la barre par Uli Hoeness, Antonín Panenka s'avance en sachant que s'il marque son équipe est championne d'Europe. Il envoie tranquillement un petit lob qui trompe Sepp Maier. Les Tchécoslovaques remportent la séance 5 à 3.
Au cours de sa carrière, Panenka tire de nombreux penaltys. Il ne les tire pas tous de cette façon et au fur et à mesure que sa réputation franchit les frontières, il choisit de les tirer de manière plus conventionnelle. Lors du premier tour de la Coupe du monde 1982, il inscrit sur des penaltys « normaux » les deux buts de son équipe contre le Koweït (1-1) et contre la France (1-1).
Sa manière de tirer les penaltys a depuis fait de nombreux émules. Son échec le plus connu est celui du 10 avril 1985, à Vienne, lors du match aller de la demi-finale de Coupe des vainqueurs de Coupes contre le Dynamo de Moscou. Panenka rate un penalty à la 65e minute de jeu. Tiré de manière « conventionnelle », le tir est paré par le gardien russe Aleksei Proudnikov. Selon ses dires, le joueur n'a jamais raté une de ses « Panenka » en match officiel.

## Statistiques

### Générales
Ce tableau présente les statistiques d'Antonín Panenka,,.
| Saison                | Club                  | Championnat           | Championnat | Championnat | Coupe(s) nationale(s) | Coupe(s) nationale(s) | Compétition(s) continentale(s) | Compétition(s) continentale(s) | Compétition(s) continentale(s) | Tchécoslovaquie | Tchécoslovaquie | Total | Total |
| Saison                | Club                  | Division              | M.          | B.          | M.                    | B.                    | Comp.                          | M.                             | B.                             | M.              | B.              | M.    | B.    |
| 1967-1968             | Bohemians 1905        | D1                    | -           | -           | -                     | -                     | -                              | -                              | -                              | -               | -               | 0     | 0     |
| 1968-1969             | Bohemians 1905        | D1                    | -           | -           | -                     | -                     | -                              | -                              | -                              | -               | -               | 0     | 0     |
| 1969-1970             | Bohemians 1905        | D1                    | -           | -           | -                     | -                     | -                              | -                              | -                              | -               | -               | 0     | 0     |
| 1970-1971             | Bohemians 1905        | D1                    | -           | -           | -                     | -                     | -                              | -                              | -                              | -               | -               | 0     | 0     |
| 1971-1972             | Bohemians 1905        | D1                    | -           | -           | -                     | -                     | -                              | -                              | -                              | -               | -               | 0     | 0     |
| 1972-1973             | Bohemians 1905        | D1                    | -           | -           | -                     | -                     | -                              | -                              | -                              | -               | -               | 0     | 0     |
| 1973-1974             | Bohemians 1905        | D1                    | -           | -           | -                     | -                     | -                              | -                              | -                              | 7               | 1               | 7     | 1     |
| 1974-1975             | Bohemians 1905        | D1                    | -           | -           | -                     | -                     | -                              | -                              | -                              | 3               | 3               | 3     | 3     |
| 1975-1976             | Bohemians 1905        | D1                    | -           | -           | -                     | -                     | -                              | -                              | -                              | 5               | 1               | 5     | 1     |
| 1976-1977             | Bohemians 1905        | D1                    | -           | -           | -                     | -                     | -                              | -                              | -                              | 7               | 4               | 7     | 4     |
| 1977-1978             | Bohemians 1905        | D1                    | -           | -           | -                     | -                     | -                              | -                              | -                              | 3               | 0               | 3     | 0     |
| 1978-1979             | Bohemians 1905        | D1                    | -           | -           | -                     | -                     | -                              | -                              | -                              | 7               | 2               | 7     | 2     |
| 1979-1980             | Bohemians 1905        | D1                    | -           | -           | -                     | -                     | -                              | -                              | -                              | 15              | 3               | 15    | 3     |
| 1980-1981             | Bohemians 1905        | D1                    | -           | -           | -                     | -                     | -                              | -                              | -                              | 4               | 0               | 4     | 0     |
| Sous-total            | Sous-total            | Sous-total            | -           | -           | -                     | -                     | -                              | -                              | -                              | 51              | 14              | 51    | 14    |
| 1981                  | Rapid Vienne          | D1                    | 18          | 4           | -                     | -                     | -                              | -                              | -                              | 1               | 1               | 19    | 5     |
| 1981-1982             | Rapid Vienne          | D1                    | 33          | 13          | -                     | -                     | C3                             | 2                              | 1                              | 7               | 2               | 42    | 16    |
| 1982-1983             | Rapid Vienne          | D1                    | 29          | 15          | -                     | -                     | C1                             | 4                              | 2                              | -               | -               | 33    | 17    |
| 1983-1984             | Rapid Vienne          | D1                    | 26          | 18          | -                     | -                     | C1                             | 6                              | 3                              | -               | -               | 32    | 21    |
| 1984-1985             | Rapid Vienne          | D1                    | 21          | 13          | -                     | -                     | C2                             | 7                              | 5                              | -               | -               | 28    | 18    |
| Sous-total            | Sous-total            | Sous-total            | 127         | 63          | -                     | -                     | -                              | 19                             | 11                             | 8               | 3               | 154   | 77    |
| Total sur la carrière | Total sur la carrière | Total sur la carrière | 127         | 63          | 0                     | 0                     | -                              | 19                             | 11                             | 59              | 17              | 205   | 91    |

### En sélection
| Sélections d'Antonín Panenka | Sélections d'Antonín Panenka | Sélections d'Antonín Panenka | Sélections d'Antonín Panenka | Sélections d'Antonín Panenka | Sélections d'Antonín Panenka | Sélections d'Antonín Panenka |
| #                            | Adversaire                   | Score                        | Date                         | Compétition                  | Buts                         |                              |
| ---------------------------- | ---------------------------- | ---------------------------- | ---------------------------- | ---------------------------- | ---------------------------- | ---------------------------- |
| 1                            | Écosse                       | 1-2                          | 26.09.1973                   | élim. Mondial 1974           |                              |                              |
| 2                            | Écosse                       | 1-0                          | 17.10.1973                   | élim. Mondial 1974           |                              |                              |
| 3                            | Allemagne de l'Est           | 0-1                          | 27.03.1974                   | Match amical                 |                              |                              |
| 4                            | Brésil                       | 0-1                          | 07.04.1974                   | Match amical                 |                              |                              |
| 5                            | Bulgarie                     | 1-0                          | 13.04.1974                   | Match amical                 |                              |                              |
| 6                            | France                       | 3-3                          | 27.04.1974                   | Match amical                 | 1                            |                              |
| 7                            | Union soviétique             | 1-0                          | 20.05.1974                   | Match amical                 |                              |                              |
| 8                            | Iran                         | 1-0                          | 20.12.1974                   | Match amical                 |                              |                              |
| 9                            | Roumanie                     | 1-1                          | 31.03.1975                   | Match amical                 |                              |                              |
| 10                           | Chypre                       | 4-0                          | 20.04.1975                   | élim. Euro 1976              | 3                            |                              |
| 11                           | Suisse                       | 1-1                          | 24.09.1975                   | Match amical                 |                              |                              |
| 12                           | Allemagne de l'Est           | 0-0                          | 07.04.1976                   | élim. Euro 1976              |                              |                              |
| 13                           | Union soviétique             | 2-0                          | 24.04.1976                   | Euro 1976                    | 1                            |                              |
| 14                           | Pays-Bas                     | 3-1 ap                       | 16.06.1976                   | Euro 1976                    |                              |                              |
| 15                           | Allemagne                    | 2-2 tab 5-3                  | 20.06.1976                   | Euro 1976                    |                              |                              |
| 16                           | Roumanie                     | 1-1                          | 22.09.1976                   | Match amical                 | 1                            |                              |
| 17                           | Roumanie                     | 3-2                          | 06.10.1976                   | Match amical                 | 1                            |                              |
| 18                           | Écosse                       | 2-0                          | 13.10.1976                   | élim. Mondial 1978           | 1                            |                              |
| 19                           | Allemagne                    | 0-2                          | 17.11.1976                   | Match amical                 |                              |                              |
| 20                           | Grèce                        | 4-0                          | 23.03.1977                   | Match amical                 | 1                            |                              |
| 21                           | Pays de Galles               | 0-3                          | 30.03.1977                   | élim. Mondial 1978           |                              |                              |
| 22                           | Suisse                       | 0-1                          | 24.05.1977                   | Match amical                 |                              |                              |
| 23                           | Grèce                        | 1-0                          | 22.03.1978                   | Match amical                 |                              |                              |
| 24                           | Hongrie                      | 1-2                          | 15.04.1978                   | Match amical                 |                              |                              |
| 25                           | Bulgarie                     | 0-0                          | 23.04.1978                   | Match amical                 |                              |                              |
| 26                           | Allemagne                    | 3-4                          | 11.10.1978                   | Match amical                 |                              |                              |
| 27                           | Italie                       | 3-0                          | 08.11.1978                   | Match amical                 | 1                            |                              |
| 28                           | Angleterre                   | 0-1                          | 29.11.1978                   | Match amical                 |                              |                              |
| 29                           | Espagne                      | 1-0                          | 14.03.1979                   | Match amical                 |                              |                              |
| 30                           | France                       | 2-0                          | 04.04.1979                   | élim. Euro 1980              | 1                            |                              |
| 31                           | Luxembourg                   | 3-0                          | 01.05.1979                   | élim. Euro 1980              |                              |                              |
| 32                           | Union soviétique             | 0-3                          | 05.05.1979                   | Match amical                 |                              |                              |
| 33                           | Hongrie                      | 1-2                          | 12.09.1979                   | Match amical                 | 1                            |                              |
| 34                           | République d'Irlande         | 4-1                          | 26.09.1979                   | Match amical                 |                              |                              |
| 35                           | Suède                        | 4-1                          | 10.10.1979                   | élim. Euro 1980              |                              |                              |
| 36                           | France                       | 1-2                          | 17.11.1979                   | élim. Euro 1980              |                              |                              |
| 37                           | Luxembourg                   | 4-0                          | 24.11.1979                   | élim. Euro 1980              | 1                            |                              |
| 38                           | Australie                    | 4-0                          | 27.01.1980                   | Match amical                 |                              |                              |
| 39                           | Australie                    | 5-0                          | 03.02.1980                   | Match amical                 |                              |                              |
| 40                           | Australie                    | 2-2                          | 09.02.1980                   | Match amical                 |                              |                              |
| 41                           | Suisse                       | 0-2                          | 26.03.1980                   | Match amical                 |                              |                              |
| 42                           | Espagne                      | 2-2                          | 16.04.1980                   | Match amical                 |                              |                              |
| 43                           | Hongrie                      | 1-0                          | 30.04.1980                   | Match amical                 |                              |                              |
| 44                           | Allemagne                    | 0-1                          | 11.06.1980                   | Euro 1980                    |                              |                              |
| 45                           | Grèce                        | 3-1                          | 14.06.1980                   | Euro 1980                    | 1                            |                              |
| 46                           | Pays-Bas                     | 1-1                          | 17.06.1980                   | Euro 1980                    |                              |                              |
| 47                           | Italie                       | 1-1 tab 8-9                  | 21.06.1980                   | Euro 1980                    |                              |                              |
| 48                           | Allemagne de l'Est           | 0-1                          | 08.10.1980                   | Match amical                 |                              |                              |
| 49                           | Argentine                    | 0-1                          | 15.10.1980                   | Match amical                 |                              |                              |
| 50                           | Pays de Galles               | 0-1                          | 19.11.1980                   | élim. Mondial 1982           |                              |                              |
| 51                           | Turquie                      | 2-0                          | 03.12.1980                   | élim. Mondial 1982           |                              |                              |
| 52                           | Islande                      | 6-1                          | 27.05.1981                   | élim. Mondial 1982           | 1                            |                              |
| 53                           | Europe (UEFA)                | 4-0                          | 18.08.1981                   | Match amical                 |                              |                              |
| 54                           | Pays de Galles               | 2-0                          | 09.09.1981                   | élim. Mondial 1982           |                              |                              |
| 55                           | Islande                      | 1-1                          | 23.09.1981                   | élim. Mondial 1982           |                              |                              |
| 56                           | Union soviétique             | 1-1                          | 29.11.1981                   | élim. Mondial 1982           |                              |                              |
| 57                           | Autriche                     | 1-2                          | 28.04.1982                   | Match amical                 |                              |                              |
| 58                           | Koweït                       | 1-1                          | 17.06.1982                   | Mondial 1982                 | 1                            |                              |
| 59                           | France                       | 1-1                          | 24.06.1982                   | Mondial 1982                 | 1                            |                              |
| 59                           | -                            | -                            | 1973-1982                    | -                            | 17                           |                              |

## Palmarès

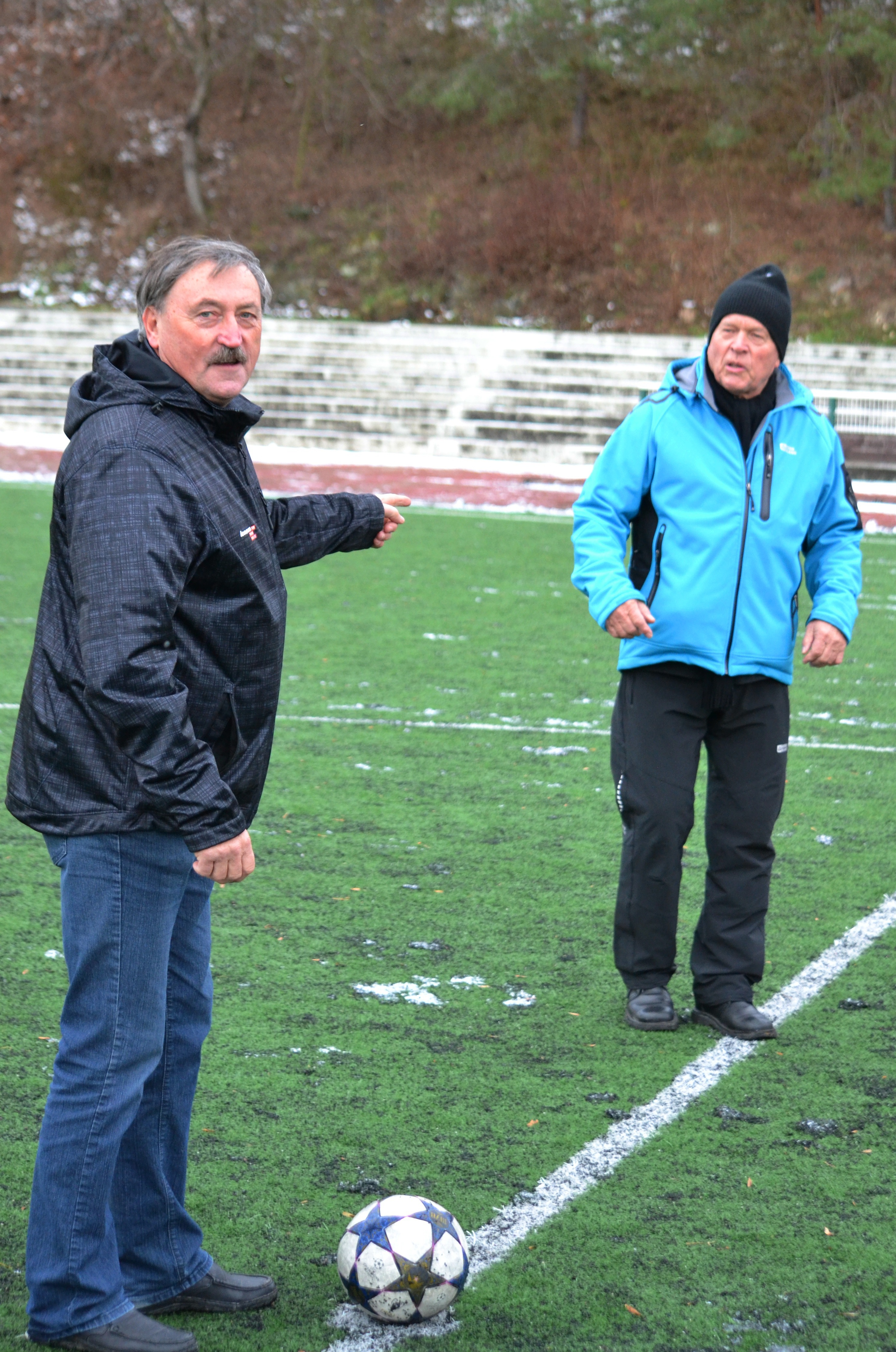
Panenka (à gauche) avec Ivo Viktor, gardien de l'équipe championne d'Europe 1976.

### Collectif
Tchécoslovaquie
- Coupe du monde
  - Une participation en 1982 (2 matches, 2 buts)
- Championnat d'Europe des nations (1)
  - Champion en 1976
  - Troisième en 1980

 Rapid Vienne
- Champion d'Autriche en 1982 et 1983
- Vainqueur de la Coupe d'Autriche en 1983, 1984 et 1985
- Finaliste de la Coupe d'Europe des Coupes 1985

### Distinctions personnelles
- Nommé dans l'équipe type de l'Euro 1976
- Élu meilleur joueur tchécoslovaque de l'année en 1980
- Meilleur buteur de la Coupe des Coupes 1985 (5 buts)
- Reçoit la Médaille du Mérite de la République Tchèque en 2008
- Reçoit le prix Václav Jíra en 2008